# Пальяйш (Сертан)
Пальяйш (порт. Palhais) — район (фрегезия) в Португалии, входит в округ Каштелу-Бранку. Является составной частью муниципалитета Сертан. По старому административному делению входил в провинцию Бейра-Байша. Входит в экономико-статистический субрегион Пиньял-Интериор-Сул, который входит в Центральный регион. Население составляет 346 человек на 2001 год. Занимает площадь 22,04 км².
Покровителем района считается Дева Мария (порт. Maria).